# Cherry Red
"Cherry Red" é uma canção composta em 1966 por Barry Gibb e gravada pelos Bee Gees. Foi primeiramente lançada como lado B do single australiano "I Want Home", em 1966; e depois como single independente, em 1970, no Brasil, sem alcançar as paradas de qualquer dos países.

## História e gravação
A canção foi gravada em fevereiro de 1966. Foi a primeira (junto com "I Want Home") a ser gravada na Leedon Records com o novo equipamento de gravação em quatro faixas. Apesar disto, foi a última faixa gravada ainda no selo, pois, logo após este single, os Bee Gees se mudaram para o selo Spin Records (como a Leedon, também da Festival Records), por onde gravaram o álbum posterior, Spicks and Specks.
A canção ainda merece destaque pois o álbum The Bee Gees Sing and Play 14 Barry Gibb Songs apresentava o grupo como "Barry Gibb and the Bee Gees", como também vários outros singles anteriores. "I Want Home"/"Cherry Red" retomou o nome original: "Bee Gees", que não foi mais mudado d'ora avante.
Em março de 1966, "Cherry Red" foi lançada, junto com "I Want Home", como single, na Austrália, sem fazer sucesso. O material promocional pedia às rádios que fossem executados ambos os lados do compacto, mas "I Want Home" é, geralmente, considerado o lado A, por ter número de série matricial menor. "Cherry Red" só foi lançada como A-side no Brasil, em 1970, tendo por B-side a canção "Take Hold of That Star", de 1963, que, na Austrália, tinha sido lado B de "Timber!". Em nenhum dos dois países, "Cherry Red" alcançou as paradas de sucesso.
Na Austrália, "Cherry Red" só foi lançada em álbum no LP Turn Around, Look at Us, de 1967. No Brasil, apenas na coletânea Autógrafos de Sucessos, de 1971.

## Estrutura
A canção tem solo por Barry Gibb, mas é sustentada a todo o tempo pelos vocais de apoio de Robin e Maurice Gibb. Compõe-se de: uma pequena introdução a cappella; de duas estrofes; o refrão ("I wonder why / the stars at night / shine big and bright / for me (...)"); novamente a primeira estrofe ("Cherry red, / sweeter than a honeycomb (...)"); um interlúdio instrumental em órgão Farfisa; mais uma vez o refrão; e, pela última vez, a primeira estrofe em fade out. O tom é mi maior.

## Lista de faixas
Todas as faixas escritas e compostas por B. Gibb. 
| 7" (BRA Polydor FC 126.029) |                          |         |  |
| N.º                         | Título                   | Duração |  |
| 1.                          | "Cherry Red"             | 3:07    |  |
| 2.                          | "Take Hold of That Star" | 2:38    |  |
| Duração total:              | Duração total:           | 5:45    |  |

## Ficha técnica
Fontes:
- Barry Gibb — vocal, violão
- Robin Gibb — vocal de apoio
- Maurice Gibb — vocal de apoio, violão (1), órgão Farfisa (1)
- Colin Petersen — bateria (1)
- outros - baixo, bateria (2), violino (2), piano (2), engenheiro de áudio (1)
- Joe Halford — produtor musical (1)
- Robert Iredale — engenheiro de áudio (2), produtor musical (2)